# Estouches

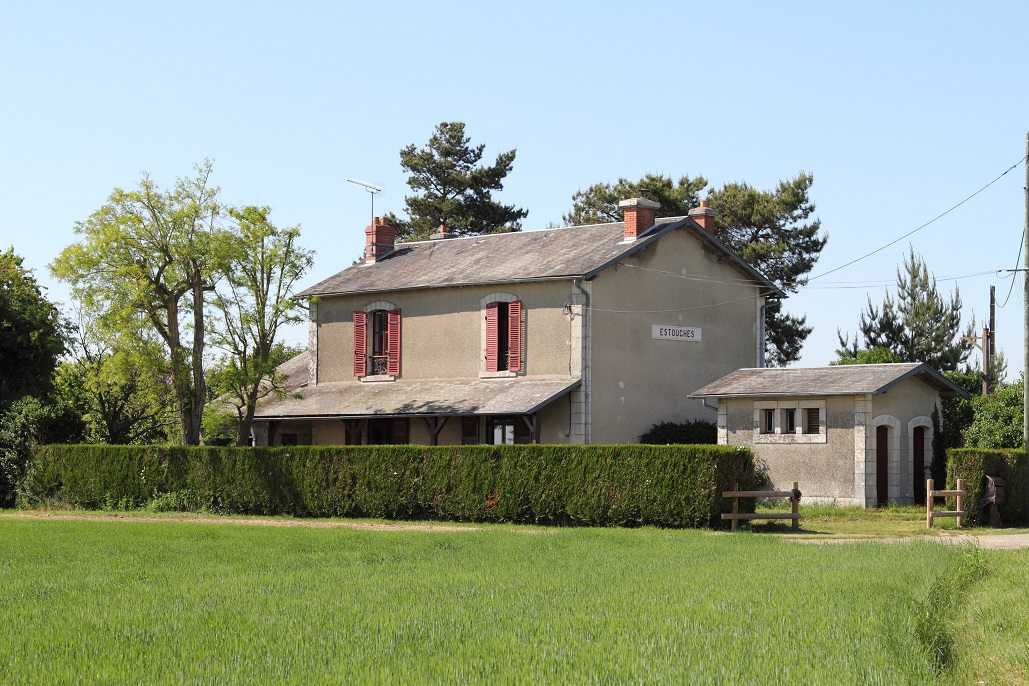
Der Bahnhof von Estouches (2013)

Estouches ist eine Ortschaft und eine ehemalige französische Gemeinde mit 257 Einwohnern (Stand 1. Januar 2022) im Départements Essonne in der Region Île-de-France. Sie gehörte zum Arrondissement Étampes und zum Kantons Étampes. Die Einwohner werden Estornaciens genannt.
Mit Wirkung vom 1. Januar 2019 wurden die ehemaligen Gemeinden Estouches und Méréville zur Commune nouvelle Le Mérévillois zusammengeschlossen, in der die früheren Gemeinden den Status einer Commune déléguée haben. Der Verwaltungssitz befindet sich im Ort Méréville.

## Geographie
Estouches liegt im südlichen Teil des  Départements Essonne, etwa 60 Kilometer südsüdwestlich von Paris. Umgeben wird Estouches von den Ortschaften Saint-Cyr-la-Rivière im Norden, Arrancourt im Norden und Nordosten, Sermaises im Osten, Pannecières im Süden und Osten, Autruy-sur-Juine im Südwesten sowie Méréville im Westen.

## Bevölkerungsentwicklung
| Jahr                      | 1962 | 1968 | 1975 | 1982 | 1990 | 1999 | 2006 | 2013 |
| Einwohner                 | 150  | 115  | 113  | 179  | 189  | 182  | 209  | 231  |
| Quelle: Cassini und INSEE |      |      |      |      |      |      |      |      |

## Sehenswürdigkeiten
- Kirche Notre-Dame-de-la-Nativité-de-la-Très-Sainte-Vierge